# Buckleya distichophylla
Buckleya distichophylla är en sandelträdsväxtart som först beskrevs av Thomas Nuttall, och fick sitt nu gällande namn av John Torrey. Buckleya distichophylla ingår i släktet Buckleya och familjen sandelträdsväxter. Inga underarter finns listade i Catalogue of Life.